# Monte Sobretta
Monte Sobretta (3296 m n. m.) je hora v masívu Sobretta-Gavia v pohoří Ortles. Leží v severní Itálii v provincii Sondrio (oblast Lombardie) jihozápadně od města Bormio. Je to nejvyšší vrchol celého masívu.
Na vrchol lze vystoupit po značené turistické trase č. 560 od chaty Ristorante Vall'Alpe (2650 m).